# Briefmarken-Jahrgang 1943 der Deutschen Reichspost
Der Briefmarken-Jahrgang 1943 der Deutschen Reichspost umfasste 36 Sondermarken, welche alle mit einem Zuschlag versehen waren. Dauermarken wurden in diesem Jahr keine herausgegeben. Es gibt keine verlässlichen Angaben zu der Auflagenhöhe der Briefmarken. Kriegsbedingt entschloss sich das Reichspostministerium alle Briefmarken bis auf weiteres ihre Gültigkeit zu belassen. Somit waren die Briefmarken bis zur Kapitulation im Mai 1945 gültig. Für diesen Jahrgang ist erstmals die Verwendung eines Sammlerausweises für den Sondermarkenbezug nachgewiesen.

## Liste der Ausgaben und Motive
Legende
- Bild: Eine bearbeitete Abbildung der genannten Marke. Das Verhältnis der Größe der Briefmarken zueinander ist in diesem Artikel annähernd maßstabsgerecht dargestellt. Sollten keine Marken abgebildet sein, liegt es daran, dass das Urheberrecht des Künstlers noch nicht erloschen ist.
- Beschreibung: Eine Kurzbeschreibung des Motivs und/oder des Ausgabegrundes. Bei ausgegebenen Serien oder Blocks werden die zusammengehörigen Beschreibungen mit einer Markierung versehen eingerückt.
- Wert: Der Frankaturwert der einzelnen Marke in Pfennig. Ein „+“ bedeutet, dass es sich um eine Zuschlagsmarke handelt (= Frankaturwert + Spende).
- Ausgabedatum: Das Datum des erstmaligen Verkaufs dieser Briefmarke.
- Auflage: Soweit bekannt, wird hier die zum Verkauf angebotene Anzahl dieser Ausgabe angegeben.
- Entwurf: Soweit bekannt, wird hier angegeben, von wem der Entwurf dieser Marke stammt.
- Mi.-Nr.: Diese Briefmarke wird im Michel-Katalog unter der entsprechenden Nummer gelistet.

| Sondermarken | |                  |                       |         |                                       |       |
| Bild         | Beschreibung                                                                                                  | Werte in Pfennig | Ausgabe- datum (1943) | Auflage | Entwurf                               | MiNr. |
|              | Tag der Briefmarke Alte Postkutsche                                                                           | 6+24             | 10. Januar            |         | Erich Meerwald                        | 828   |
|              | 10. Jahrestag der Machtergreifung von Adolf Hitler (1889–1945) Brandenburger Tor mit Reichsadler              | 54+96            | 26. Januar            |         | Gottfried Klein                       | 829   |
|              | Sonderstempel Wertziffer im Kreis, getragen vom Reichsadler                                                   | 3+2              | 26. Januar            |         | Gerhard Marggraff                     | 830   |
|              | Tag der Wehrmacht und Heldengedenktag - U-Boot vom Typ VII A                                                  | 3+2              | 21. März              |         | Erich Meerwald                        | 831   |
|              | - MG-Schützen                                                                                                 | 4+3              | 21. März              |         | Erich Meerwald                        | 832   |
|              | - Kradfahrer                                                                                                  | 5+4              | 21. März              |         | Erich Meerwald                        | 833   |
|              | - Nachrichtentruppe                                                                                           | 6+9              | 21. März              |         | Erich Meerwald                        | 834   |
|              | - Pioniere | 8+7              | 21. März              |         | Erich Meerwald                        | 835   |
|              | - stürmende Infanterie                                                                                        | 12+8             | 21. März              |         | Erich Meerwald                        | 836   |
|              | - Artillerie                                                                                                  | 15+10            | 21. März              |         | Erich Meerwald                        | 837   |
|              | - leichte Flak                                                                                                | 20+14            | 21. März              |         | Erich Meerwald                        | 838   |
|              | - Stuka Junkers Ju 87                                                                                         | 25+15            | 21. März              |         | Erich Meerwald                        | 839   |
|              | - Fallschirmjäger                                                                                             | 30+30            | 21. März              |         | Erich Meerwald                        | 840   |
|              | - Sturmgeschütz                                                                                               | 40+40            | 21. März              |         | Erich Meerwald                        | 841   |
|              | - Schnellboot S 14-17                                                                                         | 50+50            | 21. März              |         | Erich Meerwald                        | 842   |
|              | Tag der Verpflichtung der Jugend Junge und Mädchen vor der Flagge der Hitlerjugend                            | 6+4              | 26. März              |         | Erich Meerwald                        | 843   |
|              | 54. Geburtstag von Adolf Hitler                                                                               | 3+7              | 13. April             |         | Gottfried Klein                       | 844   |
|              | | 6+14             | 13. April             |         | Gottfried Klein                       | 845   |
|              | | 8+22             | 13. April             |         | Gottfried Klein                       | 846   |
|              | | 12+38            | 13. April             |         | Gottfried Klein                       | 847   |
|              | | 24+76            | 13. April             |         | Gottfried Klein                       | 848   |
|              | | 40+160           | 13. April             |         | Gottfried Klein                       | 849   |
|              | 8 Jahre Arbeitsdienst - Mann im Arbeitsdienst mit Spaten                                                      | 3+7              | 26. Juni              |         | Klaus Müller-Rabe                     | 850   |
|              | - Mann im Arbeitsdienst mit Sense                                                                             | 5+10             | 26. Juni              |         | Klaus Müller-Rabe                     | 851   |
|              | - Mann im Arbeitsdienst mit Hammer                                                                            | 6+14             | 26. Juni              |         | Klaus Müller-Rabe                     | 852   |
|              | - Mann im Arbeitsdienst mit Pickel                                                                            | 12+18            | 26. Juni              |         | Klaus Müller-Rabe                     | 853   |
|              | 10. Rennen um das Braune Band von München Riem Jagdreiter mit Waldhorn                                        | 42+108           | 27. Juli              |         | Richard Klein                         | 854   |
|              | 100. Geburtstag von Peter Rosegger (1843–1918) - Das Geburtshaus von Peter Rosegger in Alpl in der Steiermark | 6+4              | 27. Juli              |         | Brunlechner                           | 855   |
|              | - Peter Rosegger, Österreichischer Schriftsteller                                                             | 12+8             | 27. Juli              |         | Brunlechner                           | 856   |
|              | Rennen um den Großen Preis von Wien 1943 - Rennpferd                                                          | 6+4              | 14. August            |         | Hans Ranzoni                          | 857   |
|              | - Rennpferd                                                                                                   | 12+88            | 14. August            |         | Hans Ranzoni                          | 858   |
|              | 10 Jahre Winterhilfswerk Mutter mit vier Kindern                                                              | 12+38            | 1. September          |         | Werner und Maria von Axster-Heudtlass | 859   |
|              | Deutsche Gesellschaft für Goldschmiedekunst - Ritter St. Georg                                                | 6+4              | 1. Oktober            |         | Ernst Rudolf Vogenauer                | 860   |
|              | - Ritter St. Georg                                                                                            | 12+88            | 1. Oktober            |         | Ernst Rudolf Vogenauer                | 861   |
|              | 800 Jahre Lübeck Stadtansicht des alten Lübecks                                                               | 12+8             | 24. Oktober           |         | A. Mahlau                             | 862   |
|              | 20. Jahrestag des Hitlerputsches Fahnenträger                                                                 | 24+26            | 5. November           |         | F. Roubal                             | 863   |